# Покутяни
Покутя́ни — територіальна назва населення Покуття. За антропологічними ознаками покутяни наближаються до гуцулів і (частково) до мешканців Поділля. Населення послуговується Покутсько-буковинським говором, переважно покутськими говірками. 
Народне мистецтво відзначається багатством мотивів і колориту, зокрема в кераміці та вишивках. Для народної усної творчості характерні пісні та перекази про опришків, що діяли також на Покутті. 
Найвідоміші покутяни: Марко Черемшина, Василь Стефаник, Лесь Мартович, Наталя Кобринська, Володимир Шухевич.

## Галерея

Дівчата з Тишківців
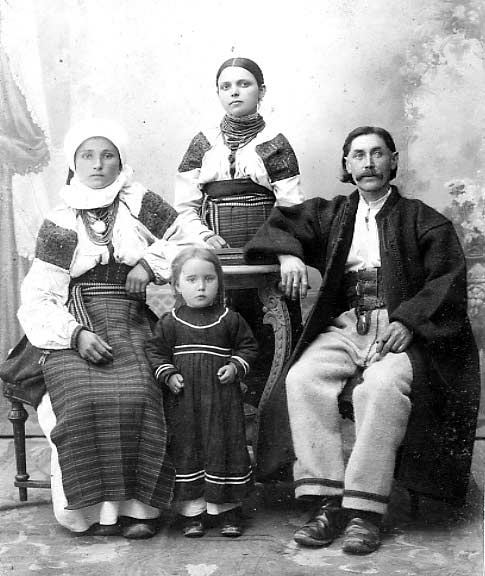
Родина з Городенки
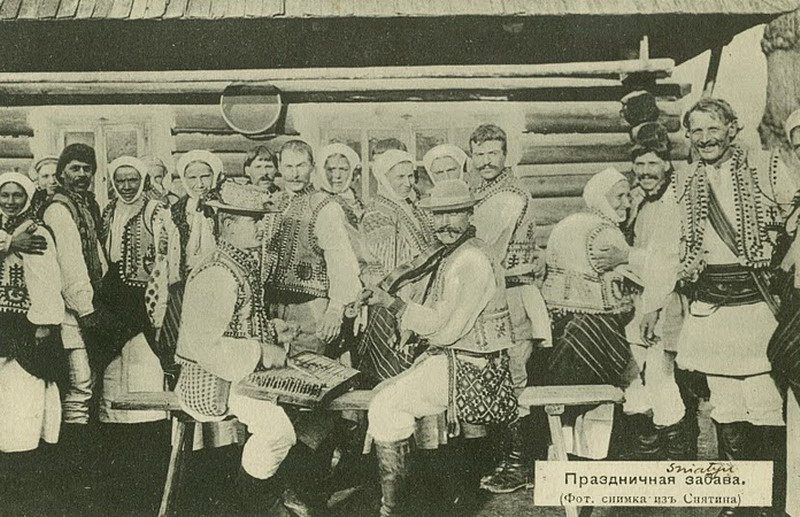
Гуляння у Снятині